# 谢利亚季诺
谢利亚季诺（羅馬化：Selyatino）是俄罗斯莫斯科州的市级镇，属州辖市纳罗福明斯克市（城市区），地处莫斯科州西南部，在区行政中心纳罗-福明斯克东北、州府莫斯科西南方，西南侧靠近莫斯科州与莫斯科直辖市边界，东北和东南则分别毗邻A107公路（莫斯科小环公路）与M3公路（乌克兰公路）。镇内设有同名铁路车站。
该地2021年人口有13,783人；2010年人口12,629人；2002年人口13,062人。